# Spånspröding
Spånspröding (Psathyrella rostellata) är en svampart som beskrevs av Örstadius 1986. Spånspröding ingår i släktet Psathyrella och familjen Psathyrellaceae.  Arten är reproducerande i Sverige. Inga underarter finns listade i Catalogue of Life.